# Torcuato de Alvear
Torcuato Antonio de Alvear y Sáenz de la Quintanilla (Montevideo, Provincia Cisplatina, 21 de abril de 1822 - Buenos Aires, Argentina, 8 de diciembre de 1890) fue un político conservador argentino del siglo XIX, miembro de la familia Alvear, que fue presidente de la Comisión Municipal de la Ciudad de Buenos Aires, entre 1880 y 1883, y su primer intendente municipal, entre 1883 y 1887.

## Familia Alvear
El personaje más remoto y destacable del que se puede saber de la familia Alvear, es Diego Estanislao de Alvear Ponce de León, de origen español, nacido el 13 de noviembre de 1749, quién llegó a ser brigadier general de la Real Armada Española en 1770. En 1804 cuando se encontraba regresando a España en un barco con toda su familia, buques ingleses atacaron su barco, fallecieron todos en el episodio, excepto él y Carlos María de Alvear, quién años más tarde fue general de las Provincias Unidas del Río de la Plata y esposo de una andaluza con la que tuvo diez hijos.
Torcuato de Alvear fue su quinto hijo, nacido en Montevideo en 1822. En 1854 Torcuato contrajo matrimonio con Elvira Pacheco y Reinoso, hija del general Ángel Pacheco.
Uno de los hijos de Torcuato, Marcelo Torcuato de Alvear, se afiliaría a la Unión Cívica Radical, partido político a través del cual llegaría a ser Presidente de la Nación Argentina entre 1922 y 1928.

## La Ciudad de Buenos Aires

### La Federalización
En 1880, tras el enfrentamiento entre el Gobierno Nacional y la Provincia de Buenos Aires, la ciudad de Buenos Aires fue federalizada y convertida en Capital de la Nación. El antiguo municipio amplió su territorio siete años después ya que se le anexó superficie que correspondía hasta ese momento a la provincia de Buenos Aires, que incluía dos núcleos urbanos -Flores y Belgrano- a los que se sumaban sus dos vastas zonas adyacentes de tierras desocupadas. Los límites entre la Capital y la Provincia se construyeron según una línea geométrica, que se materializó varias décadas después en un camino periférico: la avenida General Paz, cuya construcción se inició a fines de 1936.
A partir de la federalización, la cantidad de habitantes de Buenos Aires aumentó enormemente, pero la población extranjera se mantuvo constante en un rango del 50%, hasta por lo menos la Primera Guerra Mundial.
Como consecuencia de la federalización, se decidió la construcción de una nueva capital para la provincia de Buenos Aires, la ciudad de La Plata. En 1882 se sancionó la Ley Orgánica de la Municipalidad que generó la nueva estructura institucional para la flamante Capital, cristalizando en dos ramas de gobierno el sistema de doble poder ya establecido: el Concejo Deliberante, elegido directamente por los vecinos, y el Departamento Ejecutivo, a cargo de un Intendente designado por el Presidente de la Nación Argentina con acuerdo del Senado.
A partir de allí, la Buenos Aires Capital emergió como cabeza del nuevo orden y su condensación simbólica: a la ciudad le cupo encarnar la imagen del progreso que buscaba impregnar presidente y general Julio Argentino Roca, principal representante de la Generación del Ochenta.
Buena parte de las abundantes rentas portuarias y de los capitales ingresados se volcó en obras de infraestructura como escuelas y hospitales destinados a una población creciente. También se construyó gran cantidad de edificios para alojar a la nueva burocracia, los cuales fueron dotados de un fuerte carácter simbólico que representara al nuevo poder estatal.
Entre 1882 y 1885, el conjunto de edificios inconexos con los que se había ido reemplazando al viejo Fuerte de Buenos Aires, se convirtió en la Casa de Gobierno a través de un arco monumental. Varios edificios públicos colaboraron en ubicar a  Buenos Aires como la principal ciudad de América del Sur. Hacia fines de siglo comenzó la construcción del Congreso de la Nación, que terminó en 1906 como punta de la también nueva Avenida de Mayo, produciendo el principal corredor cívico y ratificando el eje de desarrollo este-oeste y el núcleo tradicional de la ciudad; dos años antes se había terminado el Palacio de Tribunales y dos años después el Teatro Colón, alrededor de la Plaza Lavalle; el Palacio de Correos se realizó entre 1906 y 1910 en el bajo; el edificio de Aguas Corrientes y las escuelas Petronila Rodríguez y Carlos Pellegrini, en el extremo norte de la ciudad.

### Intendente Municipal
En 1880 la Ciudad de Buenos Aires era aún administrada por un órgano delegado llamado Comisión Municipal integrada por notables y respetados vecinos como Eustoquio Díaz Vélez (hijo), Antonio Devoto y José María Bosch -entre otros-, que en su sesión del 4 de diciembre de dicho año proclamó como su Presidente a Torcuato de Alvear y que rápidamente se dedicó a sanear las alicaídas arcas citadinas e iniciar una etapa de progreso a partir de la cual se iniciaron obras en los servicios públicos que fueron acompañadas por el embellecimiento urbano. En 1883, con la creación del puesto de Intendente de la Ciudad de Buenos Aires, Alvear fue designado por el presidente Julio Argentino Roca en ese cargo, durando su mandato hasta 1887.
Siendo un personaje de poder, vinculado con la aristocracia porteña más tradicional y como parte de la Generación del Ochenta, le fue posible encarar una serie de importantes reformas en Buenos Aires, sin mayor dificultad o trabas. Su gestión estuvo enfocada en la remodelación urbana y su mayor preocupación fue el cambio de imagen para la nueva Capital Federal. Alvear era parte de esa generación maravillada por los avances y la moda europea, sobre todo la francesa, durante el reinado de Napoleón III.
El suceso de la intendencia de Alvear tuvo varias facetas. Una fue administrativa ya que en muy breve tiempo dio forma y puso en funcionamiento la maquinaria burocrática de la gestión urbana (Oficina de Estadística, Oficina de Obras Públicas, Oficina Química, etc.) dando lugar a una nueva burocracia técnica que iría desarrollando una ideología profesional municipalista de fundamental importancia para comprender buena parte de las transformaciones de la ciudad en las décadas siguientes. Para esa tarea contó con el apoyo de dos figuras emblemáticas de la progresista Generación del Ochenta: José María Ramos Mejía, quien creó, en 1883, la Asistencia Pública y Guillermo Rawson, quien asesoró a Alvear en la creación del Registro Civil en 1884.
La segunda faceta del suceso de Alvear fue específicamente urbana: la gestión que puso en práctica el secretario de Obras Públicas, Juan Antonio Buschiazzo, fue el corolario de la tradición ingenieril regularizadora que se remonta al período rivadaviano. El proyecto urbano de Alvear se resumió en la ratificación del modelo de “ciudad regular y concentrada” a través de una serie de operaciones ya planteadas en diferentes propuestas y que pueden sintetizarse en tres grandes lineamientos: recualificación del centro y revalorización de la estructura simétrica tradicional de la ciudad, fortaleciendo el eje este-oeste con obras de ensanche y embellecimiento.
Durante su gestión se ejecutó la demolición de la Recova Vieja (símbolo por excelencia de la ciudad colonial) permitiendo la unión de las dos plazas centrales para formar la Plaza de Mayo. Con él también se inició la construcción de la Avenida de Mayo como “bulevar central”, abriendo la ciudad hacia la Avenida Callao. Puso especial énfasis en la regularización del límite de la ciudad, para organizar la administración y la percepción de las rentas y para ordenar la figura urbana. Además comenzó a gestarse una "cintura higiénica" protoecológica alrededor de la ciudad con grandes reservas de verde: al norte se instaló el Parque de la Recoleta; al oeste, el gran Parque Agronómico y al sur el Parque de la Convalecencia.
Durante aquellos años también se ampliaron los medios de transporte consolidando la traza radio-céntrica delineada poco tiempo atrás. El centro y sus ejes de suburbanización poco a poco se fueron densificando. También se amplió la infraestructura de servicios: se incrementaron las obras sanitarias, se expandió la pavimentación y la iluminación, cuya modalidad eléctrica comenzó a instalarse desde finales de siglo.
La gran cantidad de capitales invertidos en obra pública rápidamente se tradujo en un incremento del movimiento económico privado definiendo el paisaje urbano de la ciudad burguesa. Se consolidaron varios sectores residenciales y a la par se desenvolvió un sistema de especulación de la tierra que iba a marcar el tipo de expansión urbana futura. Hacia el oeste y suroeste, en los barrios de Balvanera y San Cristóbal, se produjo la expansión de los sectores medios, densificando las manzanas con frentes continuos de viviendas de una y dos plantas, que en los flancos de las avenidas principales podían llegar hasta las tres y cuatro plantas. Por su parte, el desarrollo de la residencia aristocrática, que tomó como inspiración los modelos clásicos franceses, se efectuó en la zona norte aledaña al centro. En este período también se conformaron algunos ámbitos urbanos que pasaron a ser característicos en el paisaje de la “ciudad elegante” que se encaminaba al Centenario: la Plaza Carlos Pellegrini, la Plaza San Martín, la Avenida Alvear (Recoleta) o el sector norte de la calle Florida.
La contracara de este proceso de cambio y consolidación fue la precariedad de la situación habitacional que soportó la gran mayoría de los inmigrantes. La ciudad carecía de equipamiento residencial para esa masa de recién llegados, quienes, luego de la escala de unos días en el Hotel de Inmigrantes, debían fijar su residencia definitiva. Para ellos se montó una verdadera industria: el conventillo. Este era un tipo de alojamiento de alquiler por cuarto, de larga tradición, que comenzó a incrementarse en la década de 1850, a partir de la subdivisión especulativa de viejas casonas deterioradas al sur de la Plaza de Mayo y que desde la década de 1870 comenzó a construirse de forma excesivamente precaria, de madera y chapa. Se podía albergar entre 5 y 12 personas por cuarto y cada cuarto se alquilaba a precios que representaban entre el 15% y el 30% del jornal de un obrero.
Por otra parte, los sectores populares no estaban mucho mejor, ya que ocupaban pequeñísimas casas de pensión, generalmente compartidas entre varias familias. Hacia 1904, con el abaratamiento del boleto de tranvía y la generalización de la venta en cuotas de lotes en los nuevos barrios suburbanos comenzó un paulatino proceso de desplazamiento de población que, en un par de décadas, modificaría las pautas del alojamiento popular.

### La Avenida de Mayo

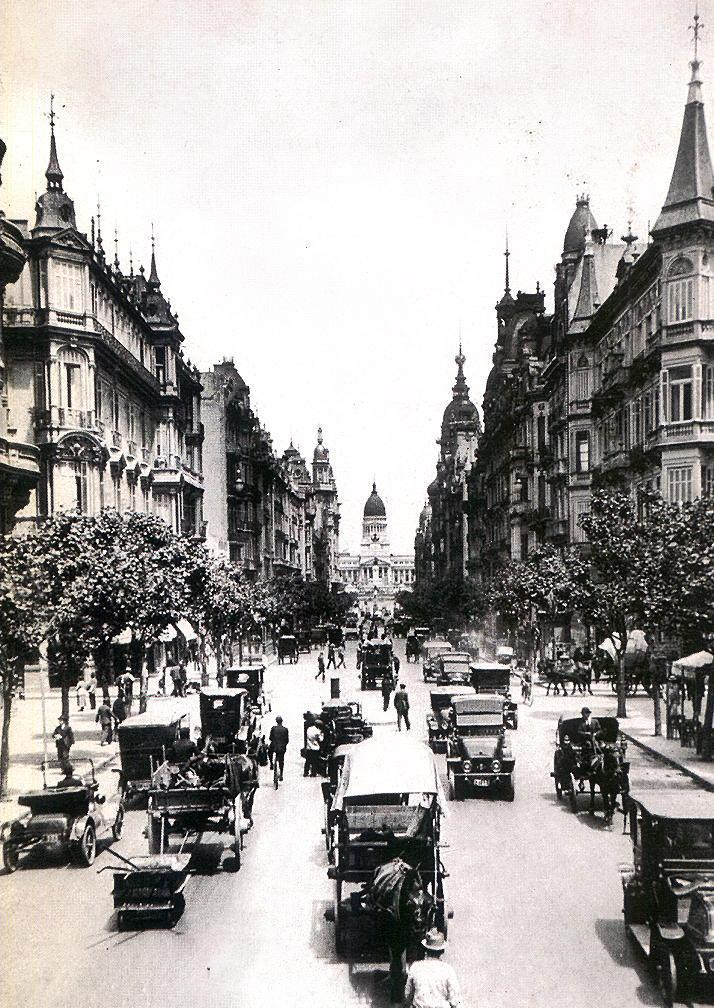
Vista de la Avenida de Mayo, principal legado de la gestión del intendente Torcuato de Alvear.

Torcuato de Alvear copió muchas de las reformas estéticas de la capital francesa, desde el diseño de parques y paseos hasta el proyecto de avenidas del Barón Haussmann. Uno de los principales sueños del Intendente era la concreción de un boulevard, ya que Buenos Aires hasta ese momento carecía de avenidas en su sector céntrico, delimitado por el Paseo de Julio (hoy Av. Leandro N. Alem) y la Avenida Callao. Se necesitaba especialmente de una avenida en sentido este - oeste, ya que la calle Rivadavia era angosta en su tramo céntrico, y era ancha sólo a partir de la Av. Callao.
Así es que Alvear propone la construcción de la Avenida de Mayo, un “bulevar central” que permitió una salida rápida desde el centro, en las inmediaciones de la Plaza de Mayo, hasta el límite de la ciudad consolidada, el eje de la Avenida Entre Ríos- Avenida Callao.
La Avenida de Mayo fue proyectada por el arquitecto Juan A. Buschiazzo como una avenida de treinta metros de ancho, lo que implicaba la formación de manzanas rectangulares. Las expropiaciones se realizaron con inmensos beneficios para los propietarios, sin embargo, se presentaron innumerables juicios, que cuestionaban la legitimidad de las restricciones a la propiedad. La Avenida de Mayo se inauguraría completa en 1894, ya fallecido el ex intendente Alvear.

### El Puerto de Buenos Aires
Aunque se trataba de un proyecto encarado por el Gobierno Nacional, el nuevo puerto de Buenos Aires fue sin dudas la obra más emblemática del período, por su significado en la economía y la cultura de la ciudad.
En 1882 se otorgó la obra al empresario Eduardo Madero, de acuerdo a un proyecto de diques paralelos al frente de la ciudad proyectado por Hawkshaw, Son y Hayter, de Londres. La decisión, que terminó de ratificarse en 1886, fue conflictiva y abarcó más de un problema técnico. Desde 1875, el ingeniero Luis Huergo, en respuesta a un encargo del gobierno de la Provincia de Buenos Aires, venía realizando obras de canalización en el Riachuelo para convertir a La Boca en el principal puerto de la ciudad; su propuesta ofrecía ventajas técnicas y económicas que hicieron que la idea de un puerto al sur parecía imponerse. Pero la federalización de la ciudad replanteó el problema, ya que un puerto en la zona del Riachuelo implicaba compartirlo con la zona industrial más próspera de la Provincia de Buenos Aires.
La decisión terminó siendo favorable a la propuesta de Madero por razones que tenían que ver más con lo simbólico que con lo técnico: el proyecto ratificaba la auto-representación de la nueva ciudad capital, ofreciéndole a su vez un frente definitivo. Sin embargo, luego de su construcción, el puerto de Madero se demostró rápidamente obsoleto.

### El espacio público

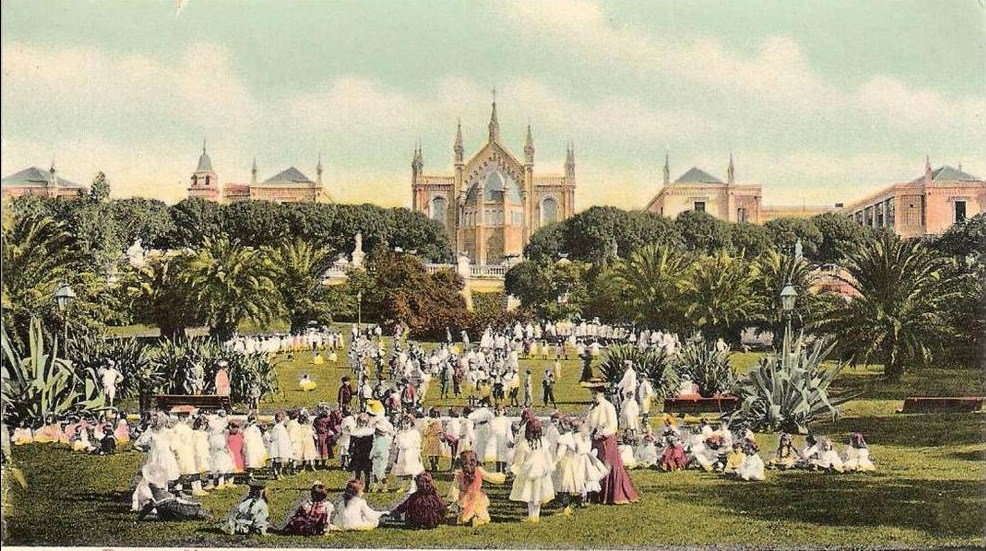
Parque de la Recoleta en el 1900: hoy Plaza Intendente Alvear. De fondo, el Asilo de Mendigos (hoy centro cultural).

Otra de las grandes fijaciones de Torcuato de Alvear como Intendente fue la del arbolado y la reforma de las viejas plazas secas, que aún se utilizaban como mercados y apostaderos de carretas, para lo que contó con la ayuda del paisajista francés Carlos Thays. Una de sus primeras acciones fue la demolición de la Recova Vieja y la creación de la Plaza de Mayo al unificar la Plaza Mayo y la Plaza de la Victoria, el 25 de mayo de 1883, obra a cargo del ingeniero y arquitecto municipal Juan Antonio Buschiazzo.
Alvear tenía un aprecio especial por un diseño que estaba de moda en Francia, el de las falsas grutas con lagos artificiales, y construyó varias de ellas. Una estuvo frente al antiguo Asilo de Mendigos, reformado por Buschiazzo, en un nuevo espacio verde que se llamó Paseo de la Recoleta. Otra estuvo en la nueva Plaza de la Constitución, donde hasta ese momento se instalaba el Mercado de Constitución, y otra en la Plaza Lorea. Estas imitaciones de la naturaleza fueron muy controvertidas, y las siguientes gestiones se ocuparon en demolerlas rápidamente, y no sobrevive en la actualidad ninguna de ellas. Por otro lado, en 1885 se instaló, donde antes se encontraban los Mataderos de la Convalecencia, el Jardín Botánico del Sud, actual Parque España.
El intendente Alvear también quiso ratificar el tradicional esquema concéntrico construyendo un nuevo bulevar de circunvalación al oeste del municipio, en el área del creado Parque Centenario), que a la vez generara una cintura higiénica rodeando a la ciudad con grandes reservas de verde cultivado que además sirviese para instalar los servicios “insalubres”: al norte el Parque de la Recoleta; al oeste, el gran Parque Agronómico (Barrio Agronomía) y al sur el Parque de la Convalecencia (Barrio de Barracas).
En cuanto a los árboles, Alvear mostró un gusto particular por las palmeras, y ordenó a Thays colocar varias Phoenix canariensis en la nueva Plaza de Mayo, pero los árboles no estaban preparados para el clima ni fueron bien mantenidos, además de generar otra controversia con respecto a su poca relación con la flora autóctona de Buenos Aires. Y si bien fueron quitadas al poco tiempo, fueron nuevamente plantadas y actualmente son una especie típica de la flora local.
Además, durante su gobierno se realizó el empedrado de varias calles de la ciudad y se mejoró la distribución de agua, electricidad, alumbrado público y otros servicios. En 1883 inauguró el demorado Hospital San Roque, que sería reformado en los años 1920 para transformarse en el Hospital Ramos Mejía y de cuyos pabellones originales quedan unos pocos.

## Fallecimiento

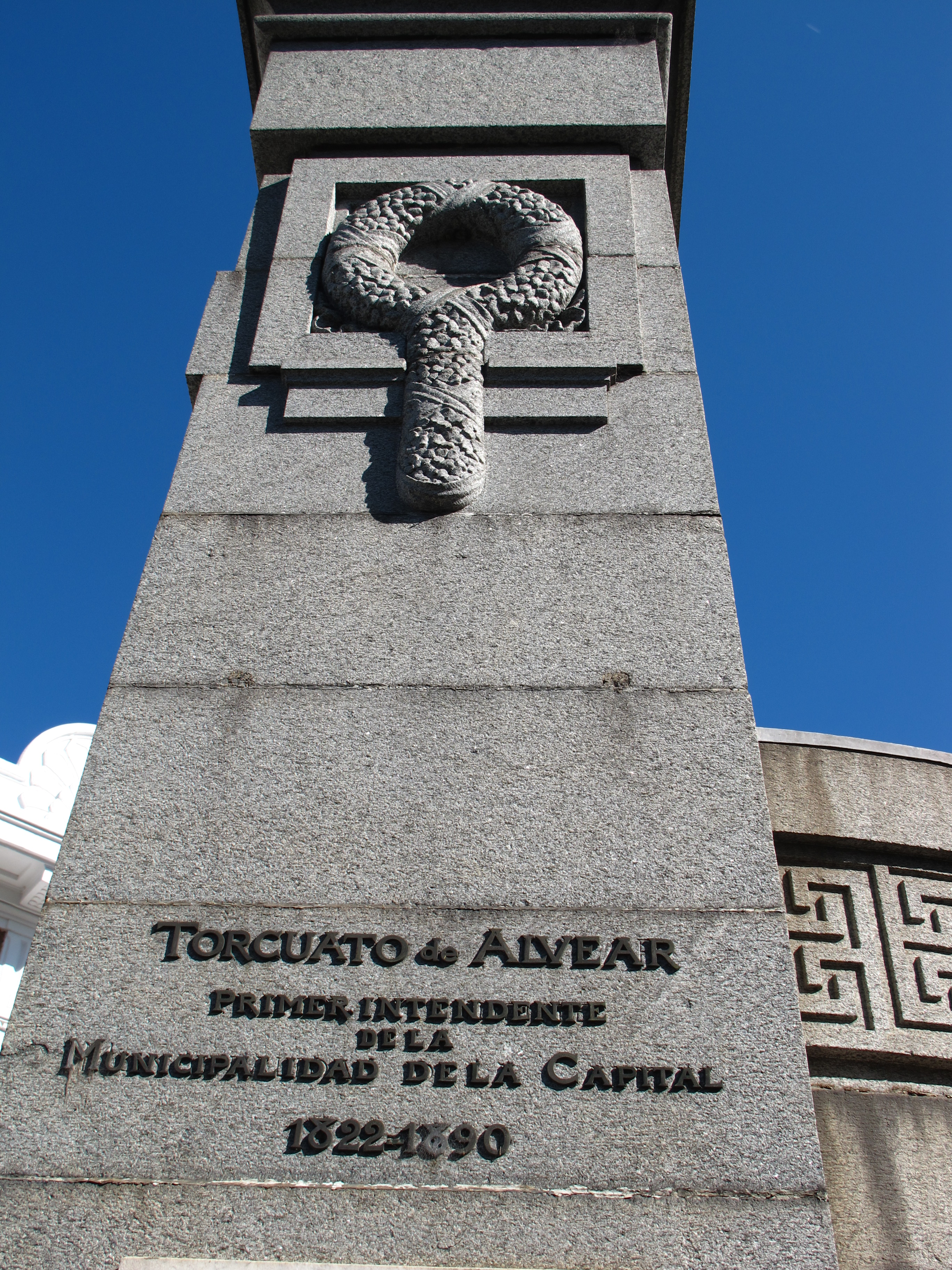
Mausoleo donde descansan los restos de Torcuato de Alvear en el cementerio de la Recoleta de Buenos Aires

Torcuato de Alvear falleció en 1890 y sus restos se encuentran en el Cementerio de la Recoleta, en un mausoleo familiar diseñado por el arquitecto Alejandro Christophersen en 1905.

## Legado
Durante su gestión como primer Intendente de la Ciudad de Buenos Aires, Torcuato de Alvear obtuvo logros que justificaron su lugar fundacional en la historia municipal. Por una parte se destacó su “ejecutividad”, asociada a un gran impacto público: realizó en poco tiempo obras que afectaron de modo decisivo el centro de la ciudad, como la demolición de la Recova (símbolo por excelencia de la ciudad indiana y criolla) y la consiguiente unión de las plazas, creando un espacio público de escala monumental en el propio corazón urbano, estrategia que se completó más tarde con la apertura de la Avenida de Mayo. Por otra parte, consiguió instalar con algunas pocas obras y propuestas la idea de un plan orgánico de reforma de la ciudad, que luego solo cabría completar.
La acción reformista de Alvear fue en verdad limitada y terminó siendo más simbólica que real, como puede verse claramente en el proyecto de la Avenida de Mayo: En París, los bulevares de Haussman (figura con la que siempre se identificó a Alvear) abrían vías de comunicación entre la abigarrada masividad tradicional conectando puntos neurálgicos para el funcionamiento de la ciudad en su sentido capitalista de aparato productivo, en cambio, la Avenida de Mayo sólo se limitaría a reforzar la ortogonalidad existente para brindarle una salida desde la Plaza de Mayo hasta el límite de la ciudad consolidada, en la Plaza Lorea (hoy Plaza del Congreso), en el eje de las avenidas Entre Ríos-Callao. Ni siquiera estaba contemplado el eje cívico monumental que luego se constituyó, ya que la decisión de instalar el edificio del Congreso de la Nación Argentina como remate de la Avenida fue posterior a su realización. Sin embargo, el reclamo de Alvear por una más amplia ley de expropiaciones y sus protestas contra la burguesía porteña que se oponía a la realización del proyecto, lo convirtieron en el fundador de la imagen identificada con el intendente reformista. El conflicto de las expropiaciones puso en escena la capacidad de la clase dirigente conservadora por imponer un orden que se asociaba a la idea de una ciudad moderna, donde la propiedad privada podía ser intervenida en nombre del “bien público”.

## Monumento
Diez años después de su fallecimiento, en 1900, el pueblo de Buenos Aires levantó en su honor el Monumento al Intendente Torcuato María de Alvear, que se ubica en el antiguo Paseo de la Recoleta, y cuyo nombre fue sustituido por el de Intendente Alvear.

## Obras públicas

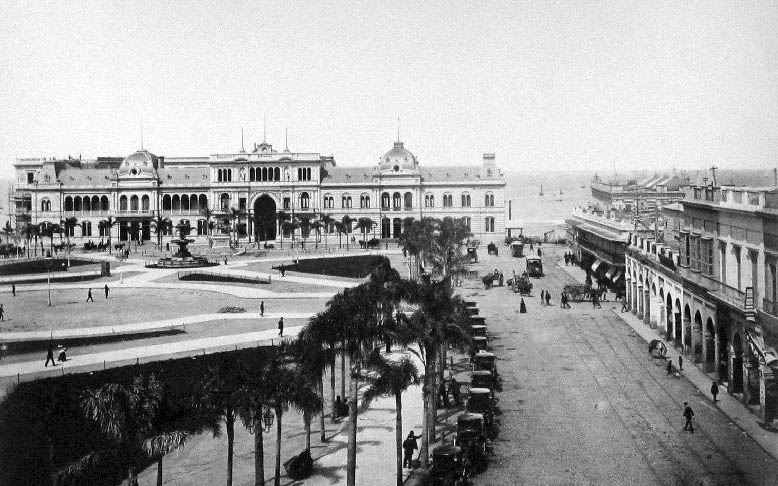
La Plaza de Mayo arbolada con palmeras
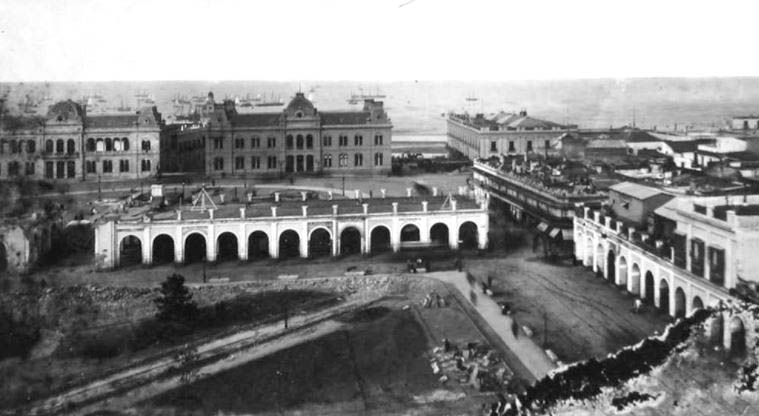
Demolición de la Recova
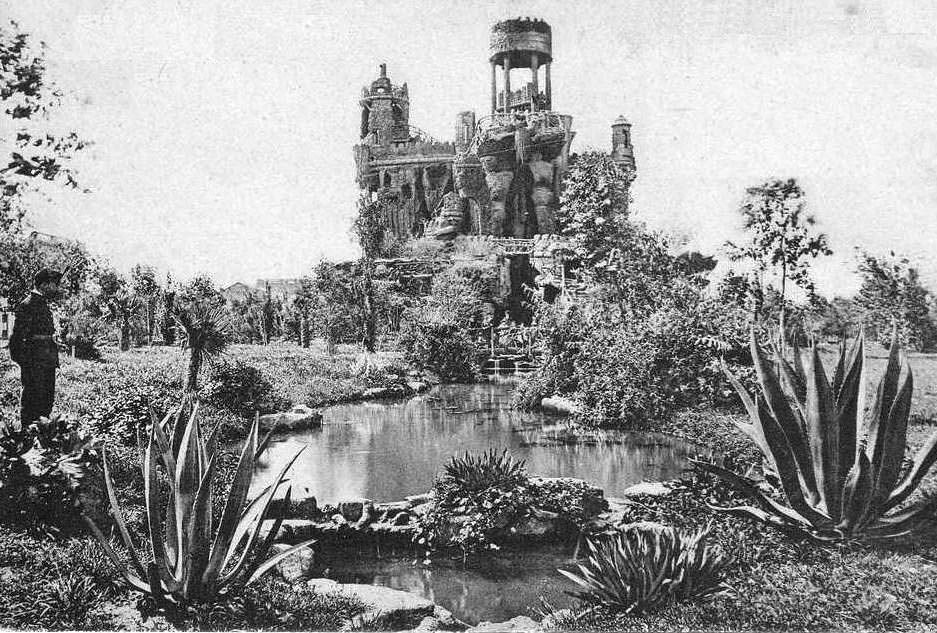
La Gruta en Plaza Constitución
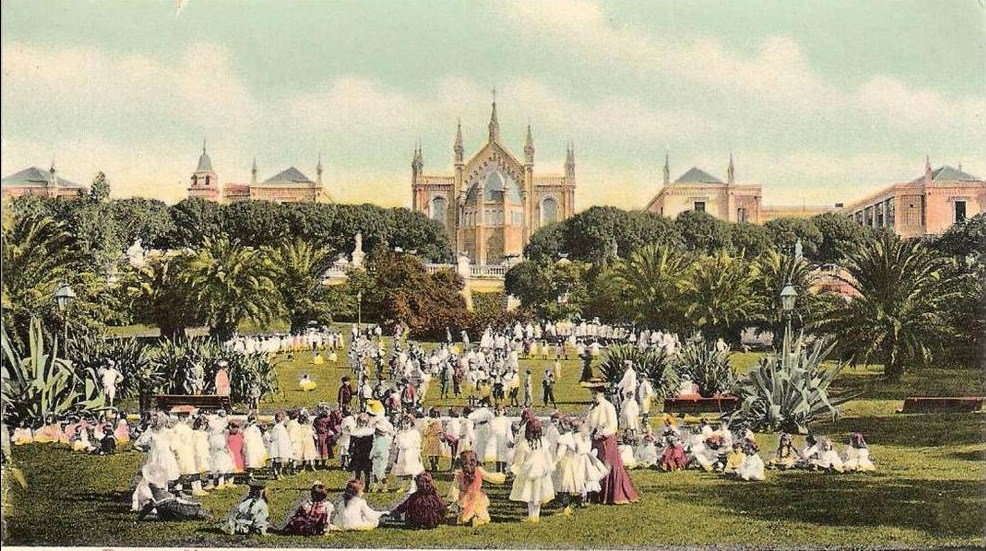
El Paseo de la Recoleta
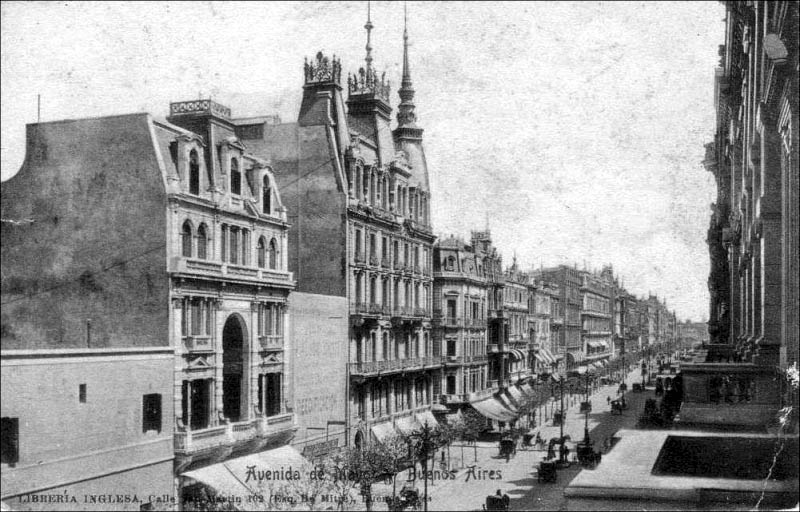
La Avenida de Mayo

| Predecesor: Sin predecesor | Intendente de Buenos Aires 1883 – 1887 | Sucesor: Antonio F. Crespo |